# 松山聖陵高等学校
松山聖陵高等学校（まつやませいりょうこうとうがっこう）は、愛媛県松山市久万ノ台に所在する私立高等学校。

## 設置学科

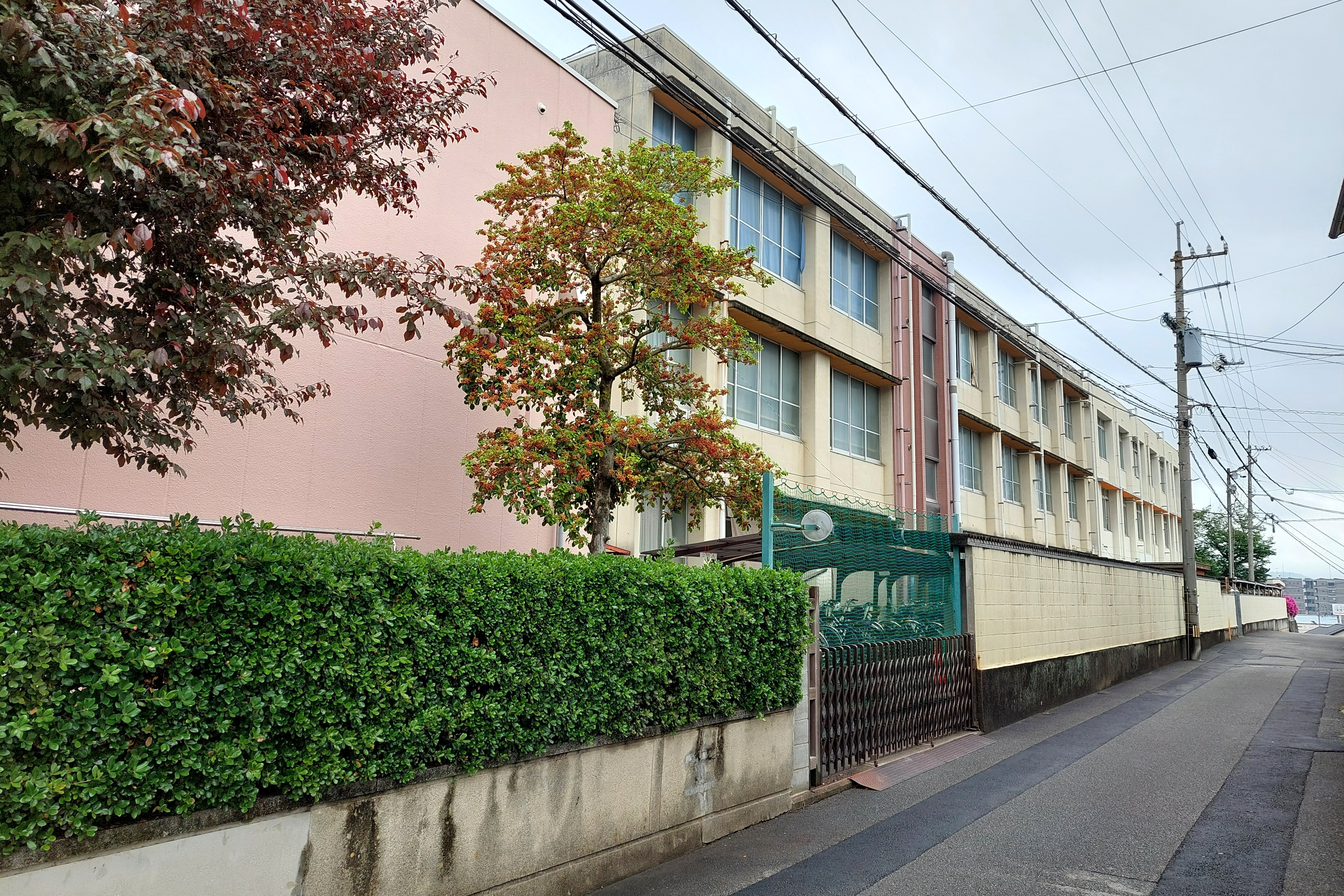
校舎
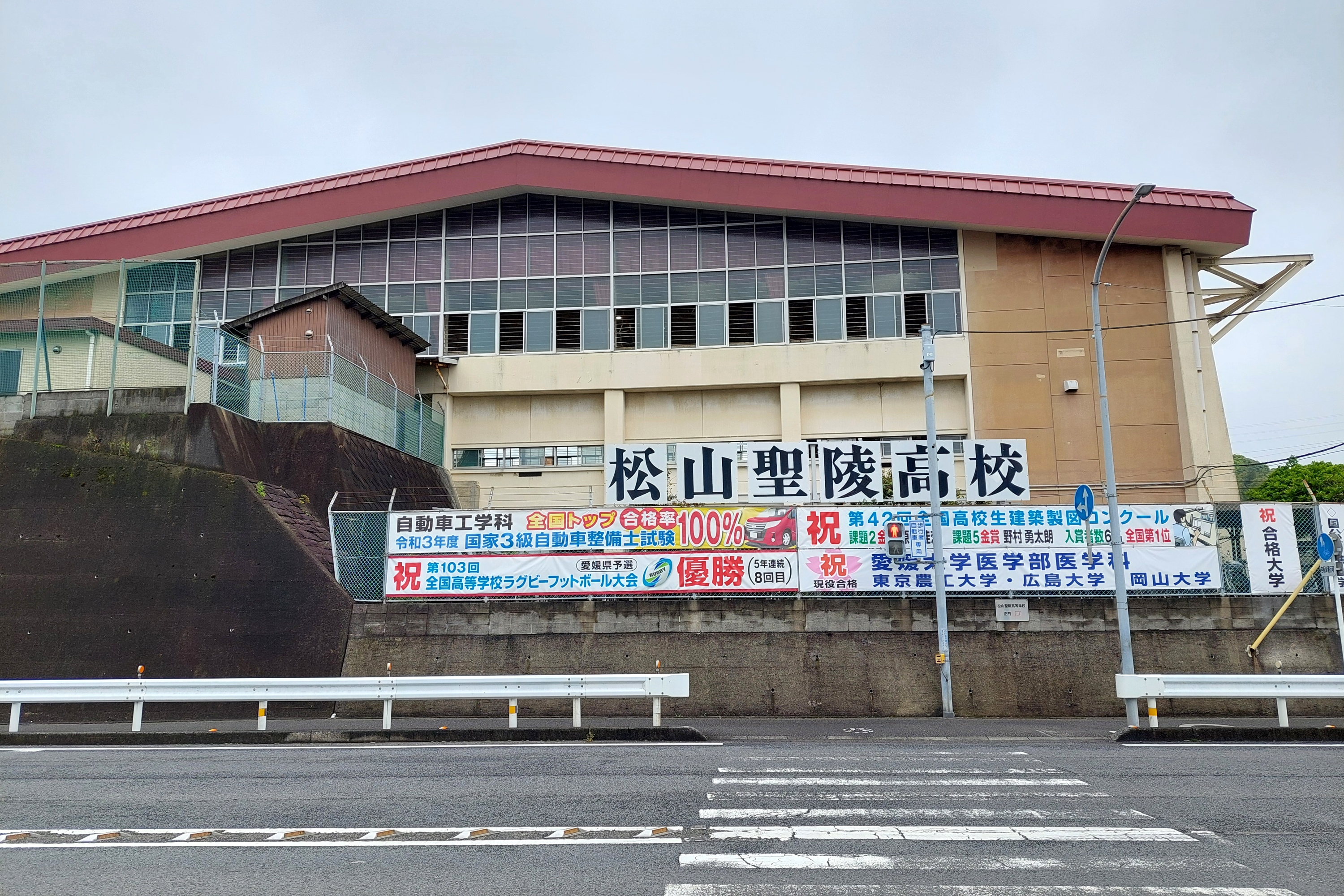
体育館
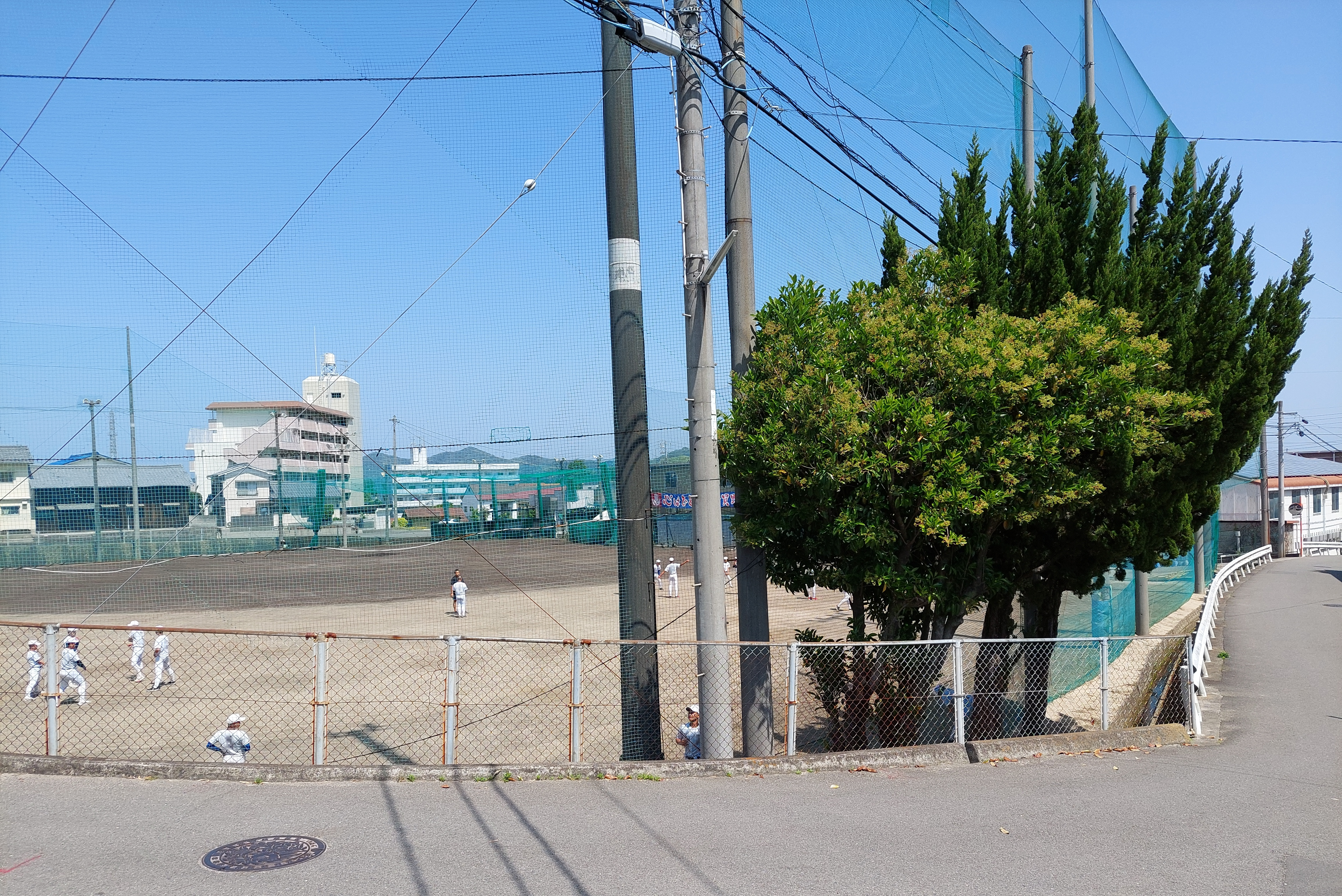
グラウンド

- 普通科
  - 特進コース
  - 進学コース
  - 情報コース　
  - スポーツコース
- 工業科
  - 自動車工学科
  - 機械科（男子のみ）
  - 建築科

- 校舎
- 体育館
- グラウンド

## 教育方針
1. 教養の高い、健康で有為な人材の育成
2. 責任感強く、誠実穏健な人材の育成
3. 進取独立の気風と創造性に富む人材の育成

## 沿革
- 1960年12月 - 松山市久万ノ台1112番地に学校法人松山聖陵学園設立認可。

松山聖陵高等学校 普通科、工業科（工業化学、自動車工学、建設）設立認可 生徒定員900人（普通科300人、工業科600人）
- 1961年4月 - 松山聖陵高等学校設置。
- 1964年4月 - 機械科1学級新設、生徒定員1,035人（普通科300人、工業科735人）。
- 1966年4月 - 建設科生徒募集停止、建築科・土木科1学級新設。
- 1969年4月 - 推薦入学制度実施、土木科生徒募集停止、生徒定員1,260人（普通科450人、工業科810人）
- 1970年
  - 3月 - 硬式野球部設置、校歌制定。
  - 4月 - 工業化学科生徒募集停止。
- 1978年1月 - 第57回全国高等学校ラグビーフットボール大会に初出場。
- 1992年4月 - 特進コース設定。
- 2007年12月 - 生徒定員1,260人（普通科660人、工業科600人）。
- 2008年4月 - 新校歌制定、特進コース男女共学化。
- 2012年4月 - スポーツコース設立。
- 2014年8月 - 第1グラウンド人工芝化。
- 2015年4月 - 自動車工学科で女子受付開始。
- 2016年8月 - 野球部が創部以来初めて甲子園に出場（第98回全国高等学校野球選手権大会）。
- 2018年3月 ‐ 野球部が創部以来初めて春の甲子園に出場（第90回記念選抜高等学校野球大会）。

## アクセス
- JR予讃線三津浜駅 徒歩約15分
- 伊予鉄道高浜線衣山駅 徒歩約5分

## 著名な出身者
- 藤岡弘、（俳優）
- 管家修一（元社会人野球選手）
- 不老伸行（サッカー選手）
- ノッチ（お笑い芸人、デンジャラス）
- 松田孝志（競輪選手、日本人初のジュニア世界自転車選手権優勝者）
- 松本貴治（競輪選手）
- 金子正次（脚本家、俳優）本名、金子松夫。脚本家としてのペンネームは鈴木明夫
- 嘉陽宗一郎（社会人野球選手）
- アドゥワ誠（プロ野球選手）
- 土居豪人（プロ野球選手）
- 河本結（プロゴルファー）
- 清川流石（プロサッカー選手）
- ライジングHAYATO（プロレスラー）
- 三好優作（ラグビー選手）